# Progressione del record mondiale dei 60 metri piani femminili
La voce seguente illustra la progressione del record mondiale dei 60 metri piani femminili indoor di atletica leggera.
Il primo record mondiale femminile venne riconosciuto dalla federazione internazionale di atletica leggera nel 1987, quando venne ratificato il primato dell'olandese Nelli Cooman stabilito l'anno precedente. Ad oggi, la World Athletics ha ratificato ufficialmente 4 record mondiali di specialità.

## Progressione
| Tempo | Atleta          | Nazione     | Luogo          | Data             | Note |
| ----- | --------------- | ----------- | -------------- | ---------------- | ---- |
| 7"00  | Nelli Cooman    | Paesi Bassi | Madrid, Spagna | 23 febbraio 1986 |      |
| 6"96  | Merlene Ottey   | Giamaica    | Madrid, Spagna | 14 febbraio 1992 |      |
| 6"92  | Irina Privalova | Russia      | Madrid, Spagna | 11 febbraio 1993 |      |
| 6"92  | Irina Privalova | Russia      | Madrid, Spagna | 9 febbraio 1995  |      |